# Son Malero
Son Malero es una posesión del municipio español de Calviá, en Mallorca, la mayor de las Islas Baleares. Está situada a un kilómetro de la villa de Calviá, en un valle formado por las sierras de Tramuntana y Na Burguesa. Su construcción data de antes de 1430, donde ya estaba documentada su existencia, ya que consistía en una vieja alquería mora que servía como residencia de jornaleros. En 1995 fue reformada y convertida por su propietario en un establecimiento de agroturismo, con capacidad total para doce huéspedes, distribuidos en dos habitaciones dobles, dos suites, un estudio y un apartamento. La finca se encuentra protegida como bien arquitectónico por el PGOU, con el número de catálogo 403.
Consiste en un edificio de varios cuerpos adosados y distribuidos a distinta altura, con muros de mampostería con bloque de calcárea y junta de mortero que ha sido recrecida con vanos y esquineras de arenisca. Su planta noble contiene tres vanos adintelados con vierteaguas moldurado y todavía conserva elementos de la casa original; parte de la bodega, la capilla adosada al muro del salón y los comederos de los animales.